# 樵舍镇
樵舍镇，是中华人民共和国江西省南昌市新建区下辖的一个乡镇级行政单位。

## 行政区划
樵舍镇下辖以下地区：
樵舍街社区、七里岗街社区、樵舍村、环湖村、里湖村、永建村、永强村、建新村、建设村、雪舫村、常丰村、连环村、青联村、蔓湖村、峰桥村、巩固村、波汾村、塘头村、朱坊村、枫树村、枫杨村、坝上村和七里岗林场生活区。